# آشیل سوشار
آشیل سوشار (فرانسوی: Achille Souchard‎؛ ۱۷ مه ۱۹۰۰ – ۲۴ سپتامبر ۱۹۷۶) دوچرخه‌سوار اهل فرانسه بود.
وی در مسابقات کشوری و بین‌المللی در مجموع برندهٔ ۱ مدال طلا شده‌است.